# Discophora melinda
Discophora melinda är en fjärilsart som beskrevs av Felder 1863. Discophora melinda ingår i släktet Discophora och familjen praktfjärilar. Inga underarter finns listade i Catalogue of Life.